# Тихоокеански хребетен път
Тихоокеански хребетен път е туристически маршрут в САЩ с обща дължина от 4270 километра (2653 мили), преминаващ през най-високите точки на Каскадите и Сиера Невада. Най-южната точка на пътеката е Кампо, Калифорния на границата с Мексико, а най-северната е границата с Канада. Преминава през щатите Орегон, Калифорния и Вашингтон. Най-високата точка е проходът Форестър, който се намира на височина 4009 метра.
Пътеката преминава през 7 национални парка и 25 национални гори. Средата на пътеката е Честър, Калифорния където се срещат Каскадите и Сиера Невада. Получава статут на National Scenic Trail през 1968 година заедно с Пътеката на Апалачите, но не е напълно довършена до 1993 година.
Тихоокеанският хребетен път е част от Тройната корона – отличие, което получават хората, направили трите най-дълги прехода в САЩ: Тихоокеанския хребетен път, Пътеката на Апалачите и Континенталния преход.
Пътеката се използва от различни видове туристи. Особено в националните паркове и други туристически райони преобладават туристите за през уикенда, които преминават само някоя част от нея. Тези туристи трябва да бъдат разграничени от туристите на дълги разстояния, наречени „Thruhikers“, които се опитват да изминат пътеката за един сезон, и от туристите, които преминават през отделни секции или поредица от секции от пътеката в рамките на определен период от време. Някои туристи пък преминават последователно през различни интервали от време някои части от пътеката, докато не преминат всички. Броят на туристите по пътеката през последните години се увеличил четирикратно.